# ドン・ロビー
ドン・ロビー（Don Robey、1903年11月1日 - 1975年6月16日）は、アメリカ合衆国のレコード会社・ナイトクラブ経営者、音楽プロデューサーである。ピーコック・レコードを設立し、後にデューク・レコードの経営者にもなった彼は1950年代から1960年代にかけて多くのリズム・アンド・ブルースのアーティストたちのキャリア形成に影響力を持っていた。1920年代にアフリカ系アメリカ人のハリー・ペイスが設立したブラック・スワンというレーベルが存在した事実はあるが、ロビーはアフリカ系アメリカ人のレコード業界で大物となった人物
としては最初の人物であると言える。その活動はベリー・ゴーディのモータウンより10年近く先んじていた。
ロビーの商慣行は悪名高いものであり、彼がかかわったミュージシャンの中には彼を高く評価する者もいるが、彼は暴力や脅迫など犯罪的手段をビジネスモデルの中に取り入れていたと言われる。彼はデューク、ピーコックのアーティストたちがレコーディングした楽曲の多くに本名あるいは別名のデアドリック・マローン名義で作曲者・共作者としてクレジットされている。しかしながら、その多くにおいて実際には彼は出版元でしかなく、作詞作曲にはかかわっていない。当時多くのレーベル社主が僅かな支払いで楽曲を買い取り、出版権を得る形を取っていたが、ロビーの場合は作者自体の偽装を行なったため、デューク、ピーコック、バック・ビートその他彼のレーベルから出た楽曲について、本来の作者を追跡するのはほぼ不可能な状況にしてしまった。

## 幼少期とキャリア
ロビーは、テキサス州ヒューストンの第5区に生まれた。母親ガートルードはユダヤ系、父親でシェフのゼブ・ロビーはアフリカ系だった。祖父フランクリンはサウスキャロライナのプランテーション所有者で奴隷だった父親を持ち、ヒューストンの第3区に移住して医院を開業した。ドン・ロビーは早くに学校を辞めて賭博士として生計を立てる道を選んだ。彼自身は人生のほぼ全ての時期をヒューストンで過ごしたとしているが、彼が10代の頃に母親とともに綿花畑で働いていたこと、またガルヴェストンで港湾労働者をしていたことを示す資料が見つかっている。また彼は、初めてのナイトクラブを開店するためにロサンゼルスに住んでいた時期もあった。20歳の頃には彼は結婚し、1人の息子をもうけている。
ヒューストンに戻った後、ロビーは酒類販売会社の営業担当として働いた。1930年代の初頭から中頃にかけて、彼はまずタクシー業を立ち上げ、続いて彼にとって最初の娯楽店舗となるスウィート・ドリームズ・カフェを第5区に開店、ヒューストンの黒人コミュニティの中での地位を確立した。1934年、彼はレノックス・クラブを開店、そしてこの頃スウィート・ドリームズ・カフェをマンハッタン・クラブに改名し、州外のバンドをブッキングして演奏させるようになった。彼はパートナーのモリス・メリットと共同でハーレム・グリルという名前の大きなダンスホールを開店し、ワーナー・バーンズと彼のバンド、ドン・アルバートをはじめとするミュージシャンを出演させた。1941年には、彼はインディアナポリスのプロモーター、デンヴァー・ファーガソンとの関係を構築し始めている。

## 音楽ビジネスとのかかわり
1945年、彼はブロンズ・ピーコック・ダイナー・クラブを開店し、ダンス・イベントを開催するようになった。ピーコックではルース・ブラウン、ルイ・ジョーダン、ライオネル・ハンプトン、T-ボーン・ウォーカーといったスターたちが出演し、違法な賭博も許されていた。ヒューストンの歴史学者のロジャー・ウッドはこのクラブについて「1940年代から1950年代にアフリカ系アメリカ人が所有し経営した南部のナイトクラブでは、恐らく最も洗練された存在だったのではないだろうか。彼らは一流のシェフしか雇わず、幅広い料理と飲み物のメニューを用意していた。
広々としたステージでは当時トップクラスのミュージシャンたちが演奏を披露していた。同店の顧客は音楽、食事、ファッションにおいて優雅な趣味を持った大人で、彼らは潤沢な資金を持ち、それをスタイリッシュに使うことを望む人々であった」。
ロビーは1947年、ブルース・ミュージシャンのクラレンス・"ゲイトマウス"・ブラウンのマネージャーとなり、メリットとビジネス・マネージャーのエヴリン・ジョンソンとともにバッファロー・エイジェンシーを設立した。
2年後、ブラウンがアラディン・レコードで商業的成功を収められないでいると、ロビーはピーコック・レコードを立ち上げ、ブラウンをレーベル初のアーティストとして迎え入れた。ジョンソンによるとロビーは「レコードとホイールキャップの区別が付かないほど音楽業界に疎かったものの、ブラウンだけでなく、他のR&Bアーティストを通じても彼は成功を手にした。中でも最大の成功はナンバーワン・ヒットとなったビッグ・ママ・ソーントンの「ハウンド・ドッグ」であった。また、リトル・リチャードがRCAカムデン・レーベルから離れた際、彼はピーコックと契約をしている。
1952年、ロビーはピーコックをテネシー州メンフィスのデューク・レコードと合併させ、デューク・ピーコックが誕生した。翌年ロビーはデュークの所有権を取得しブロンズ・ピーコック・クラブを閉店、その場所をリハーサルとレコーディングを行なうスタジオに改装した。
当初デューク・ピーコック最大のスターはジョニー・エイスであったが、エイスの死去後はジュニア・パーカー、ボビー・ブランド、ジョニー・オーティスらが彼に変わる存在として活躍した。ブルース、R&B以外の音楽としては、ロビーのレーベルはゴスペルのレコードもリリースした。この分野で成功したアーティストの中にはディキシー・ハミングバーズ、マイティ・クラウズ・オヴ・ジョイ、ファイヴ・ブラインド・ボーイズ・オヴ・ミシシッピ、スワン・シルヴァートーンズなどがいた。ロビーはR&Bに特化したレーベル、バック・ビートも立ち上げ、ここからはO.V.ライトやロイ・ヘッドがヒットを生んだ。彼は後になってシュア・スポット、ソング・バードといったレーベルの買収もしている。

## ビジネス手法
ロビーのレーベル所属のパフォーマーたちは、しばしば彼と独占的なブッキングとマネジメントの契約も交わした。別名デアドリック・マローン（ロビーのミドルネームと妻の旧姓を組み合わせたもの）を使い、ロビーは自身のレーベル下でレコーディングされた楽曲の多くに自らをソングライターとしてクレジットし、出版ロイヤルティを得ていた。彼はミュージシャンたちが書いた楽曲の出版権を購入して作者クレジットを丸ごとあるいは共作という形で手にしたが、「この邪悪なビジネス手法はロビー特有のものではない」と言われる。
クレジットの具体的な例としては、ボビー・ブランドの1957年のヒット曲「Farther Up the Road」でロビーは、ジョー・メディック・ヴィーシーとの共作の形での作者としてクレジットされているが、実際はヴィーシーが作者と言われる。同曲は後にエリック・クラプトンのライヴの定番曲となった。ロビーはブランドの「I Pity The Fool」についても作者となっているが、実際にはこの曲もヴィーシーが書いたものと言われている。ブランドの「Turn On Your Love Light」（ゼム、ボブ・シーガー、グレイトフル・デッドらのカバーで知られ、映画『ブルース・ブラザース2000』でも演奏されている）についてもトランぺッターのジョー・スコットとの共作名義になっているものの、ロビーは作者でない可能性が高い。
ロビーのレコード会社は、1950年代の黒人経営のものとしてはアメリカで最も成功を収めたと言われている。彼がかかわったビジネスには他にもレコード店、プレス工場、印刷店、そしてまた別のナイトクラブ、コンティネンタル・ショーケースもあった。彼のビジネスの手法は物議を醸しだすものであった。ソングライター・チーム、ジェリー・リーバーとマイク・ストーラーのジェリー・リーバーによると、ロビーはギャングスターであり、彼は様々なエンターテインメント会社を暴力、脅迫、殺人という手段を使って経営していた。ビジネス・パートナーのエヴリン・ジョンソンはロビーについて次のように述べている。「彼は必ず銃を身に着けていたよ。思うにあれは自己満足だったんだと思う。というのも彼は銃を使うことはなかったからね。彼はそういう自身のイメージを演じていたんだろうね」。ブルース・ギタリストのピート・メイズはロビーについて「彼は我々多くの人たちに尽くしてくれた」と語っている。歌手のロイ・ヘッド曰く「歌手は彼のことが好きだったよ。彼に人生を狂わされたのはソングライターたちだ。それが彼の汚点だね。あの楽曲の殆どは他の人たちが書いたものだったんだから。ドンは彼らに25ドルか50ドル程度握らせて、曲を自分のものにしたんだ」。ゲイトマウス・ブラウンはロビーについてこう語る。「彼は他の誰もできなかったことをアメリカでやってのけた。彼は世界に名の知れた唯一の黒人のレコード会社を作ったんだから」。

## 後年と死
ロビーは1973年、彼のレコード・レーベルをABCダンヒル・レコードに売却したものの、コンサルタントとして残った。彼は1975年6月16日、心臓発作のためヒューストンのセントルーク病院にて死去した。